# Людовик XVII
Людовик Карл, дофин Франции (Луи Шарль; фр. Louis-Charles, Dauphin de France, 27 марта 1785[…], Версаль — 8 июня 1795[…], Париж, Первая Французская республика) — малолетний наследник французского престола в 1789—1792 годах. После казни Людовика XVI в январе 1793 года признан французскими монархистами, а также практически всеми европейскими державами и США как король Франции Людовик XVII (фр. Louis XVII). Под этим именем и вошёл в историю, хотя фактически никогда не правил.

## Рождение и раннее детство
Луи-Шарль родился в Пасхальное Воскресенье, 27 марта 1785 года. Он получил с рождения титул герцога Нормандского и был вторым сыном в семье Людовика XVI и Марии-Антуанетты. Данный ему титул был очень редким, последний раз он присваивался в королевской семье в XV веке. Судя по дневниковой записи короля — «Роды королевы. Рождение герцога Нормандского. Все прошло так же, как и с моим сыном» — Людовик XVI не считал его (в отличие от первенца, дофина Луи-Жозефа, умершего в возрасте семи лет 4 июня 1789 г., незадолго до начала революции) своим ребёнком. Разумеется, он мог и ошибаться, мог и пропустить слово «первым». Выдвигались различные гипотезы относительно того, кто мог быть любовником Марии-Антуанетты и отцом дофина; в частности, подозрение падало на шведского дворянина Ханса Акселя фон Ферзена, близкого друга королевской семьи, записавшего в дневнике после смерти Людовика XVII: «Это последний и единственный интерес, который у меня оставался во Франции. В настоящее время его больше нет и все, к чему я был привязан, больше не существует». Однако многие современные исследователи решительно отрицают его отцовство, прежде всего из хронологических соображений. Известно также о внешнем сходстве дофина с младшим братом Людовика XVI графом д’Артуа (будущим Карлом X), что может говорить об отцовстве короля.
О характере маленького Луи Шарля подробно написано в письме Марии-Антуанетты к назначенной ей гувернанткой принца Луизе де Турзель: «…Это очень добрый и чувствительный ребёнок, он очень хочет быть хорошим, но это не всегда ему удаётся… Любит выдумывать то, чего нет (фантазировать)… Всем хорошим, что достаётся ему, спешит поделиться с сестрой… Обожает всё красивое… Всегда выполняет то, что обещал… Иногда очень упрям — предпочитает принять наказание, но не просить прощения…». О сильной воле и развитом уме одарённого мальчика пишут и другие авторы, в частности, его сестра, в своих мемуарах. Малыш был трудолюбив и обожал выращивать (собственноручно) алые розы, чтобы дарить их любимой маме: «Зачем вы сами возитесь с колючками, садовник сделает всё за вас» (придворные) «Только тернистые пути ведут к славе… а эти цветы для мамы… я хочу заслужить её поцелуй» (Луи Шарль в 4 года). Ещё известно, что принц научился читать в неполных 5 лет (за 1 месяц, выполняя обещание, данное маме — суметь научиться читать к Рождеству 1790 года), а к 7 годам мог вести разговор на итальянском и латыни и знал наизусть басни любимого Лафонтена. Малыш имел добрую и чувствительную душу, и известно, как после посещения детских приютов вместе с патронирующей их Марией-Антуанеттой принц лично собирал деньги для «этих несчастных детей».
После смерти старшего брата в 1789 году 4-летний Луи-Шарль стал наследником престола и получил титул дофина. В 1791 году, когда Людовик XVI стал конституционным «королём французов», титул сына был изменён на «Королевский принц Франции» (фр. Prince Royal de France). 10 августа 1792 года монархия во Франции была свергнута, и всё королевское семейство, ставшее, по имени их предка Гуго Капета, просто «гражданами Капетами», было заточено в Тампле.

## Узник Тампля. Суд над матерью

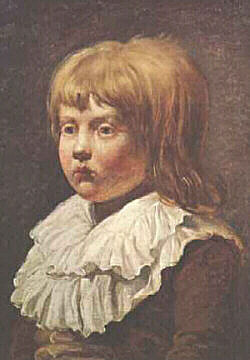
Дофин в возрасте четырёх лет. Портрет работы Элизабет Виже-Лебрен.

Узнав о казни Людовика XVI 21 января 1793 года, Мария-Антуанетта присягнула сыну как своему королю. Через неделю, 28 января 1793, дядя мальчика, граф Прованский, находившийся в эмиграции в Германии, издал декларацию, в которой провозгласил племянника королём Людовиком XVII. К этой декларации присоединилось большинство королевских домов Европы, а также республиканское правительство США, не признавшее французской революции. Эмигранты чеканили монеты и медали с его изображением, издавали документы от его имени и выписывали паспорта за его подписью. Появились монархистские заговоры с целью освободить его. От имени Людовика XVII действовало роялистское правительство во время осады Тулона.
Якобинцы, возглавлявшие в то время революционное правительство, пожелали воспитать его истинным гражданином Республики и санкюлотом, использовав это в своих целях. Они пытались добиться от Луи-Шарля Капета показаний против собственной матери — среди многочисленных обвинений, выдвинутых против Марии-Антуанетты, было кровосмесительное сожительство с собственным сыном. Сохранившийся в деле Марии-Антуанетты протокол допроса принца (6 октября 1793 года), о том, как мать якобы брала его в Тампле к себе в постель, содержит подпись — Louis Charles Capet.
Часто утверждается, что маленький Луи Шарль повторял написанное в протоколе и перед сестрой, мадам Елизаветой и т. д., и что речь идёт о сознательном оговоре собственной матери. Но нет документальных подтверждений этому. В частности, в мемуарах Марии Терезы нет ни слова о подобном «отречении» брата. Данная подпись — единственная. Характер этой подписи (полуразборчивые каракули), а также её абсолютная несхожесть с сохранившимися образцами очень хорошего почерка принца, сам по себе свидетельствует об очень тяжёлом психологическом и физическом состоянии мальчика на момент допроса.
Отобрав сына от матери, его сестры и тётки, деятели Революционного трибунала смогли подавить его волю и добиться подписания нужных показаний. На это потребовалось время: первоначально «Луи протестовал, и требовал показать ему закон, по которому это проделано» (разлучение с родными) — позже писала Мария Тереза. По её словам, ребёнка подвергали регулярным избиениям, лишали пищи и сна, насильно поили алкоголем. Есть и другие свидетельства об издевательствах над восьмилетним мальчиком, вплоть до подозрения о сексуальном насилии. «Мы приводили проституток в Тампль, чтобы развратить волчонка», — проговорился Симон английскому агенту.
16 октября 1793 года Мария-Антуанетта — «вдова Капет» — была казнена.

## «Революционное воспитание»
Отцам из роз венец, тебе из терний, 

Отцам — вино, тебе — пустой графин. 

За их грехи ты жертвой пал вечерней, 

О на заре замученный дофин!
Не сгнивший плод — цветок неживше-свежий 

Втоптала в грязь народная гроза. 

У всех детей глаза одни и те же: 

Невыразимо-нежные глаза!
Наследный принц, ты стал курить из трубки, 

В твоих кудрях мятежников колпак, 

Вином сквернили розовые губки, 

Дофина бил сапожника кулак.
Где гордый блеск прославленных столетий? 

Исчезло всё, развеялось во прах! 

За всё терпели маленькие дети: 

Малютка-принц и девочка в кудрях.
Но вот настал последний миг разлуки. 

Чу! Чья-то песнь! Так ангелы поют… 

И ты простёр слабеющие руки 

Туда наверх, где странникам — приют.
На дальний путь доверчиво вступая, 

Ты понял, принц, зачем мы слёзы льём, 

И знал, под песнь родную засыпая, 

Что в небесах проснёшься — королём.
Сразу после разлучения с матерью (3 июля 1793 года) Национальный Конвент поручил «революционное воспитание» дофина бездетному 57-летнему сапожнику Антуану Симону (1736—1794) и его жене, которые поселились в Тампле. Их задачей было заставить Людовика принять революционные идеалы, а также приучить к физическому труду. К ребёнку, до 8 лет воспитывавшемуся как королевский сын, стали относиться как к обычному сыну ремесленника: Симон и его жена нередко наказывали мальчика за разные провинности.
В ряде исследований показано, что Симон по-своему любил своего подопечного. Сохранились счета за игрушки, цветы и птиц, купленных для Людовика Симоном. Сам Луи-Шарль якобы «с достаточным увлечением» предавался новой для него жизни. А по воспоминаниям сестры: «Симон заставлял брата петь карманьолу и произносить оскорбления в адрес аристократов и Бога».
Позднейшие историки собрали много показаний очевидцев о событиях, происходивших в то время в Тампле, свидетельствующих об издевательствах над ребёнком.
Воспитанный как будущий король, умный и обладавший твёрдым характером Луи-Шарль долго пытался противостоять попыткам давления.
3 января 1794 года Генеральный совет Коммуны Парижа из-за постоянного отсутствия на заседаниях многих своих членов вынес решение запретить им занимать любую оплачиваемую должность в административных органах. Предложение сделать исключение для Антуана Симона было отвергнуто, и сапожник вместе с женой вынужденно покинули Тампль. Луи-Шарль остался предоставлен самому себе. Вплоть до Девятого термидора и свержения Робеспьера он жил в Тампле под надзором стражи, которая только кормила его; о его лечении, умственном развитии, общении, даже о физической чистоплотности не заботился никто.
Вот что пишет об этом Мария-Тереза: «Это было неслыханным варварством — оставить бедного восьмилетнего ребёнка в полном одиночестве, под замком, в комнате с решетками на окнах, без всякой возможности даже позвать на помощь, кроме кое-как работающего звонка, никогда им не используемого, потому что брат предпочитал обходиться без самого необходимого, чем просить своих палачей… Он лежал в постели, в которой белье не менялось в течение полугода… вши покрыли его всего… Нечистоты оставались в комнате… окно было забито наглухо, и в комнате было невозможно оставаться из-за отвратительного запаха… Часто ему не давали света; бедняжка буквально умирал от страха в темноте, но никогда ни о чём не просил…»

## Шанс получить корону

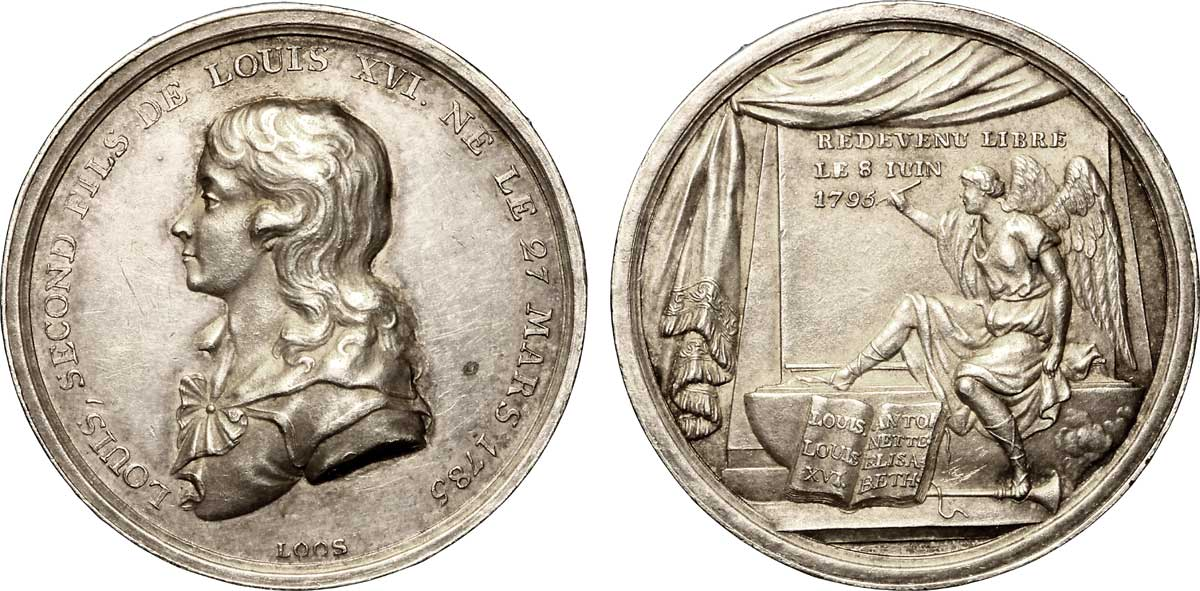
Людовик XVII

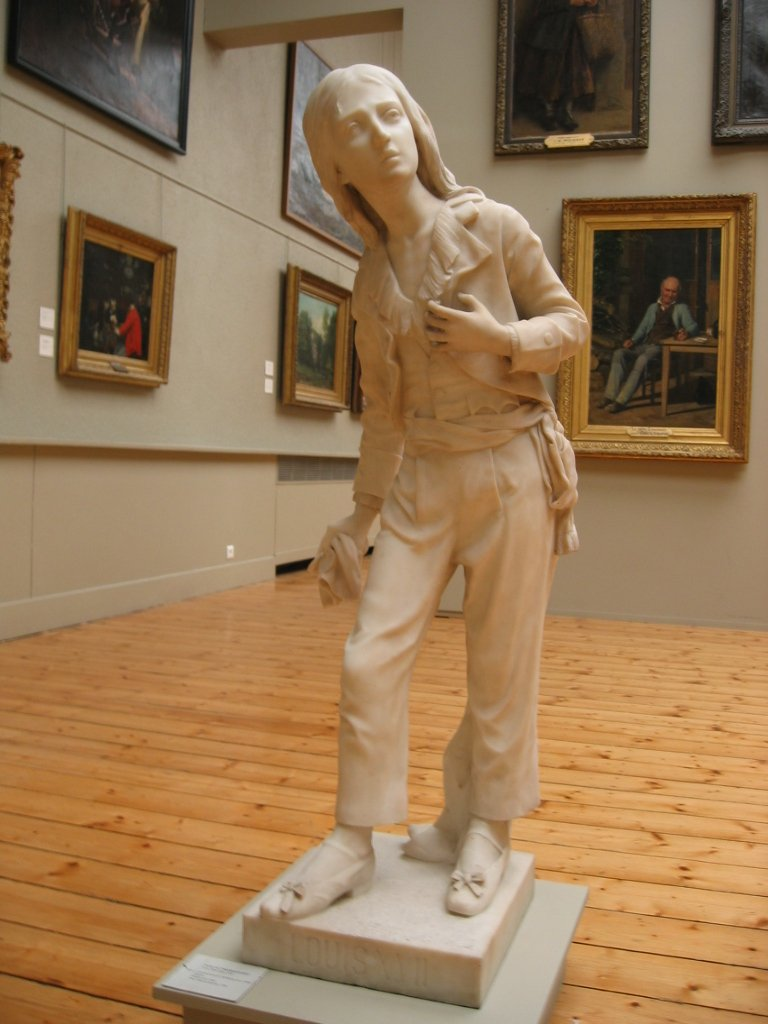
Людовик XVII в Тампле (в одежде мальчика-ремесленника). Скульптура Анн Шардонне.

Весной 1794-го, после казней лидеров правого и левого крыла оппозиции, практически страной стал править монтаньярский триумвират: Робеспьер, Сен-Жюст и Кутон. (В частности, в апреле 1794 года, были казнены так называемые «бешеные» — Эбер, Шометт и другие авторы «дела об инцесте»).
Сохранились непроверенные сведения о том, что в мае 1794 года Робеспьер забирал узника Тампля, Луи-Шарля, в свое поместье, Шале Медон, но вскорости вернул обратно в камеру. О посещении Тампля лидером якобинцев говорит и Мария-Тереза. Были слухи, что Робеспьер хочет восстановить монархию (марионеточную), с собой в качестве регента. Как происходила предполагаемая встреча, неясно, но ясно, что если его планы и имели место, то потерпели крах. Наиболее интересна реконструкция разговора Луи XVII и Робеспьера, приведенная в книге-расследовании Кристофа Доннера «Король без завтрашнего дня». Там повествуется об отказе принца иметь дело с убийцей своих родителей. Если нечто подобное происходило на самом деле, то можно говорить о беспримерном героизме 9-летнего мальчика…
После свержения Робеспьера (июль 1794 года) условия содержания Луи-Шарля улучшились, и с ним время от времени опять начали заниматься, уже не ставя задач перевоспитания. К этому времени дофин был уже очень болезненным и психологически деградировавшим ребёнком; неоднократно посещавшие его члены термидорианского Конвента отмечали его вялость, молчаливость на грани немоты, крайнее физическое истощение.
Тем не менее, сохранились записи бесед Луи-Шарля с посещавшими его людьми и охранниками: с художником Беланже, врачами Дезо и Пеллетаном, охранниками Гомином и Ласне (на чьих руках и умер ребёнок). По этим беседам можно судить о сохранившемся здравом рассудке у принца, и даже более: об осознанной кончине Луи XVII как верующего христианина: «Вы знаете, что комендант Тампля, который притеснял ваших близких, арестован?» — «Это здесь?» — «Нет, он в тюрьме Сен-Антуан.» — «Мне очень жалко его…» — «Жалко?! Вам?!» — «Да. Ему тяжелее, чем мне… Он ведь действительно совершал то, в чем его обвиняют…» (разговор Луи-Шарля с Гомином).
В этот период у Людовика — о чём, по-видимому, он сам не подозревал — неожиданно появились шансы реально занять престол, причём по воле не внешних врагов молодой Французской республики, а её вождей. После ликвидации якобинской диктатуры руководители термидорианского режима — Баррас, Тальен и другие — стремились установить гражданский мир в стране и пересмотреть радикальную конституцию 1793 года. Кроме того, необходимо было заключить мир с соседними странами, объединёнными в контрреволюционную коалицию; некоторые из них, например, Испания, ставили освобождение дофина условием прекращения огня.
Для достижения этой цели всерьёз рассматривался вариант реставрации конституционной монархии во главе с девятилетним дофином . При этом завоевания революции не были бы отменены, а политический строй остался бы демократическим; «вернулись бы» не в дореволюционный 1788, а в 1792 год. Первые шаги в этом направлении начали предприниматься: сестра Людовика Мария-Тереза Французская была освобождена из Тампля; руководство республики начало тайные переговоры с монархистами об обеспечении Людовику XVII сносных условий жизни и воспитания. Основной трудностью оставалась проблема регентства; единоличный регент мог сконцентрировать в таких условиях неограниченную власть и подвергнуться влиянию эмигрантов.

## Загадочная смерть. Самозванцы

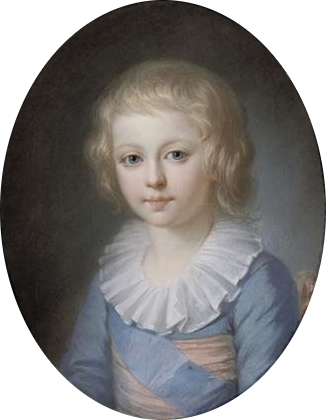
Дофин Луи-Шарль в возрасте пяти лет (1790)

Реставрации монархии не случилось из-за внезапной кончины Луи-Шарля Капета, которого неофициально начали называть «королём». По официальной версии, Людовик XVII умер в Тампле 8 июня 1795 года. Ему было 10 лет и 2 месяца. Сохранился рассказ охранников, Гомина и Ласне, о трогательных подробностях смерти мальчика, подтверждённых ими под присягой, на склоне жизни:  «Вы слышите музыку? Слышите? Как красиво… Среди всех прекрасных голосов я слышу, как поёт мама…» Гомин пишет:  «Последние слова его были „Я хочу вам кое-что сказать…“» И ещё: «Я поднялся на галерею и увидел, как стая белых птиц слетелась к маленькому водоёму на галерее, на крыше башни, как будто в соборе Реймса. Маленький король был увенчан самим Богом…» 
Было проведено вскрытие, установившее причиной смерти туберкулёз (от этой же болезни умерли дед, бабка, дядя и старший брат Людовика). Как сообщают, на теле мальчика были обнаружены опухоли, а также следы чесотки. Сообщается, что он был чрезвычайно истощён и костляв от недоедания, когда его осматривали после смерти. Сохранилось интересное замечание доктора Николя Жонруа: «За сорок лет практики я никогда не видел у ребёнка этих лет столь развитого мозга; думаю, что из мальчика вырос бы человек выдающихся умственных качеств». Вскрытие трупа было проведено в тюрьме; следуя традиции сохранения королевских сердец, врач-хирург (на тот момент атеист и республиканец) Филипп-Жан Пелетан выкрал сердце принца и сохранил его для дальнейшего изучения. Тело Луи-Шарля было тайно погребено в общей могиле.
Граф Прованский, узнав за границей о смерти племянника, провозгласил себя королём Людовиком XVIII. Под этим именем он занял французский престол в 1814 году де-факто, но отсчитывал начало правления с 1795 года; подписанная им Конституционная хартия 1814 года заканчивалась датой: «лета Господня 1814, царствования же нашего в девятнадцатое». Таким образом, Людовик XVII занял своё символическое место в череде французских королей.
Сестра Людовика, дочь Марии-Антуанетты Мария Тереза, герцогиня Ангулемская, до конца дней так и не была уверена в том, что её брат умер. Её завещание начиналось: «Моя душа соединится с душами моих родителей и моей тётки…» Ни слова о брате.
Слухи о том, что тело ребёнка, вскрытое в Тампле в 1795 году, не принадлежало дофину, начали ходить по Парижу уже в то же время. Явилось несколько десятков самозванцев, выдававших себя за Людовика XVII (особенно в 1814 году, после реставрации Бурбонов). Наиболее активным из них был так называемый «граф Наундорф» — немецкий часовщик, действовавший в 1820—1830-е годы и судившийся с принцами королевского дома. В отличие от большинства известных истории самозванцев, Наундорф передал свои претензии потомкам, которые выступали с громкими заявлениями в 1919 году (в разгар Парижской (Версальской) мирной конференции) и активны и в наше время (см. также Брюно, Матюрен). Несколько Лжелюдовиков явилось и в Америке; Марк Твен высмеял их в образе Короля, персонажа романа «Приключения Гекльберри Финна». Писатель Жан-Жозеф Реньо-Варен в 1800 году издал роман «Кладбище Мадлен», в четырёх томах которого рассказывается о том, как дофин был похищен в корзинке для белья, но при попытке отправки в Америку был перехвачен французским фрегатом и заключён в темницу. Основанное на слухах, это беллетристическое произведение стало одним из главных источников вдохновения для авантюристов, впоследствии выдававших себя за чудом спасшегося Людовика XVII.

## Генетическая экспертиза и похороны сердца

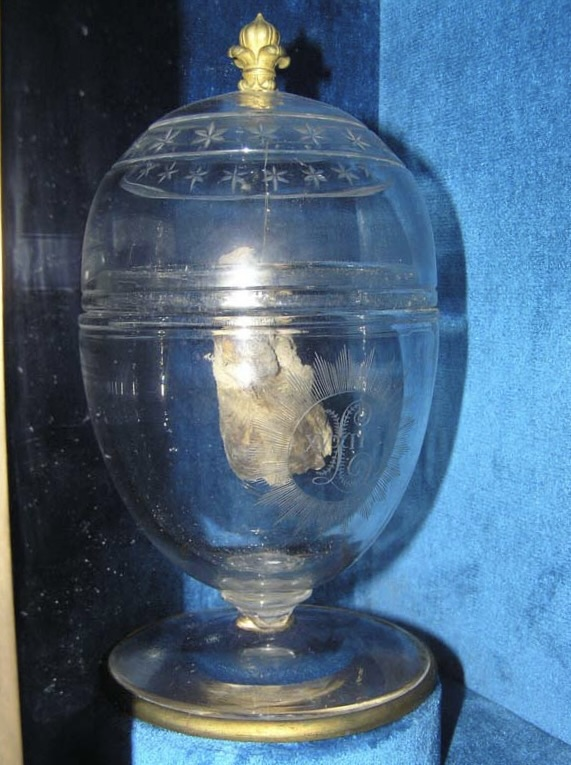
Сосуд с сердцем Людовика XVII. Аббатство Сен-Дени.

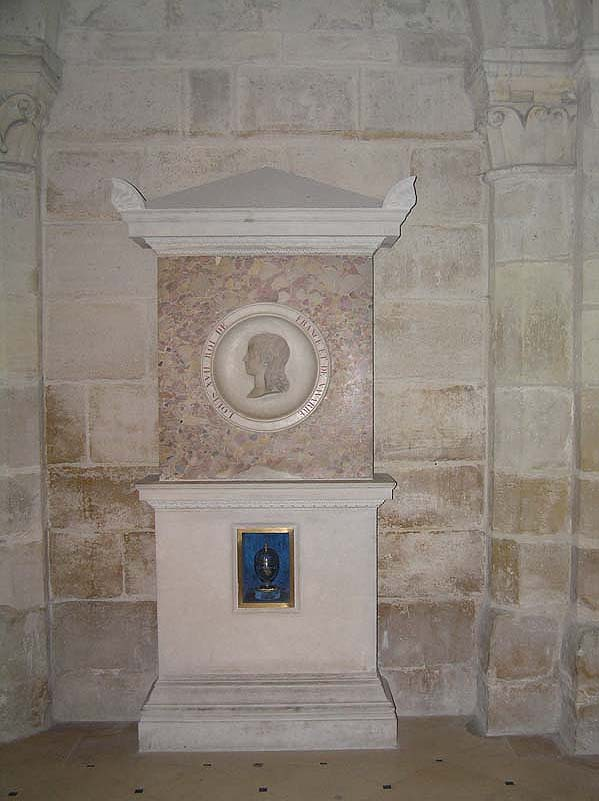
Надгробие Людовика XVII и сосуд с его сердцем. Аббатство Сен-Дени.

Попытки установить точное место захоронения дофина и идентифицировать его останки, предпринимавшиеся в XIX и XX веке, не увенчались успехом. В 2000 году, по инициативе историка Филиппа Делорма, был проведён анализ ДНК сердца, которое, как принято считать, было изъято при предполагаемом вскрытии Людовика XVII и сохранено в спирте потомками врача, а затем переходило от одного европейского аристократа к другому. Эксперты пришли к выводу о том, что релевантные генетические признаки совпадают с признаками ДНК, извлечённой из волос Марии-Антуанетты и волос сестры Людовика; таким образом, этот факт считается доказательством того, что дофин действительно умер в Тампле в 1795 году. Впрочем, эта точка зрения также нашла своих оппонентов.
После проведения экспертизы сердце было 8 июня 2004 года погребено в базилике Сен-Дени под Парижем, усыпальнице французских монархов. Сосуд с сердцем поместили в гроб, покрытый синим знаменем с золотым изображением королевских лилий. На погребении присутствовали представители всех королевских домов Европы.
«Сердце Франции» — так ныне нередко называют это захоронение сердечка маленького короля, и в ряде католических обществ страны говорится об необходимости официального причисления короля Людовика XVII к Лику Святых. Существуют иконы королевской семьи, где Людовик XVII   изображён на переднем плане.
Людовик XVII вошёл в историю как невинная жертва французской революции.

## В кино
- «Мария-Антуанетта» (США, 1938) — актёр Скотти Бекетт[англ.]
- «Памела[фр.]» (Франция, 1945) — актёр Серж Емрих
- «Опасный изгнанник» (Великобритания, 1958) — актёр Ричард О’Салливан
- «Алый первоцвет» (Великобритания, 1982) — актёр Ричард Чарльз